# 駱姓
駱姓，百家姓之一，2015年排行130位。约占全国汉族人口的一千分之一。

## 來源

### 漢族
- 姜姓。《姓譜》、《元和姓纂》載，姜太公之後有公子駱，子孫以名爲氏。
- 嬴姓。《史記》載，惡來之玄孫嬴姓曰大駱，子孫以名爲氏。
- 姬姓。春秋時鄭大夫王孫駱之後。
- 姒姓。夏朝天子少康之後有駱姓，《史記·東越列傳》載，越東海王騶搖，姓騶，一作駱。

### 他族改漢姓
- 《魏書·官氏志》載，北魏代北人他駱拔氏，後改爲駱姓。
- 唐時吐谷渾人有駱姓。
- 唐時安息人駱元光，爲駱奉先養子，改駱姓。
- 金時女真人散答氏、獨鼎氏，後改漢姓駱。
- 清滿洲八旗姓薩克達氏後改爲駱姓。
- 滿族、布依族、土族等民族均有駱姓。

## 延伸阅读
[在维基数据编辑]
 《百家姓》
 《欽定古今圖書集成·明倫彙編·氏族典·駱姓部》，出自陈梦雷《古今圖書集成》